# We Rock
We Rock е първият официален сингъл на екипа на Кемп Pок от саундтрака на оригиналния филм на Disney Channel Кемп Рок. Песента е продуцирана от Грег Уелс и монтирана от Дрю Пиърсън. За пръв път е пусната на 20 май 2008 като част от Exclusive Camp Rock Fan Pack (бел. пр. Специален фен комплект Кемп Рок) само в магазините Target, а по-късно, на 3 юни, се появява и в дигиталния магазин на iTunes като сингъл, придружен от видеоклип/филмов откъс, началото на филма и ексклузивно интервю на Jonas Brothers за Радио Дисни. Включва Меган Джет Мартин, Рене Сендсторм, Ана Мария Перез де Тагле, Рошън Фийган, Джордан Френсис, Ник, Кевин и Джо от Jonas Brothers, Деми Ловато, Алисън Стоунър и Арън Дойл.

## Издаване
Exclusive Camp Rock Fan Pack, специалното дисково (CD) издание, е пуснато единствено чрез магазините Target на 20 май 2008. Заедно с него от Target пускат и различни Кемп Рок стоки като специални книги по филма, издания за плакати, несесери, облекло и други подобни. Самото CD включва сингъла, инструментална версия, видеоклипа, мини плакат, тон на звънене за телефон и още няколко допълнителни материали. На 3 юни същата година "We Rock" е пусната в две нови версии в дигиталния магазин на iTunes — едната представлява само песента и ексклузивно интервю на Радио Дисни, а другата включва видеоклипа и интервюто с Jonas Brothers. Отделно от това, песента е използвана в реклама на сериала на Disney Channel Риби тийнейджъри (Fish Hooks).

## Видео клип
Официалният видеоклип към 'We Rock", "We Rock — Around The World", получава своята премиера по Disney Channel на 18 май 2008. В него са включени много от звездите на канала по света, включително Мичъл Мусо, Селена Гомез, Джейсън Дули, фенове с плакати, както и специалния танц към песента. Видеото фигурира в DVD-то на филма.

## Класации
| Класация              | Позиция |
| --------------------- | ------- |
| Billboard Hot 100     | 33      |
| Топ 100 сингли Канада | 41      |
| Топ 75 сингли Австрия | 70      |